# 아오치 세이지
아오치 세이지(일본어: 青地 清二, あおち せいじ, 1942년 6월 21일~2008년 8월 14일)는 일본의 스키점프 선수이다. 1972년 동계 올림픽 노멀힐 개인전에서 동메달을 획득했다.

## 경력
오타루시 출신으로 오타루미도리료고등학교(오타루상업고등학교)와 메이지 대학을 졸업했다. 대학 졸업 후에는 유키지루시유업에 실업 선수로 입사했다.
1967년 전일본 스키 선수권 대회 라지힐에서 우승하며 국내에서 주목을 받았으며, 1968년에 국가대표로 발탁되어 프랑스 그르노블에서 열린 1968년 동계 올림픽에 참가하였고 라지힐에서 26위에 올랐다. 4년 뒤 삿포로 올림픽 개최가 예정됐던 일본은 이 대회에 당시 역대 최대 규모인 62명의 선수단을 파견했으나 메달은커녕 모든 종목에서 6위 이내에 오르지 못했다. 
1970년 2월에는 체코슬로바키아 비소케타트리에서 열린 1970년 세계 선수권 대회에 참가하였고, 노멀힐 7위, 라지힐 44위를 기록했다. 유고슬라비아의 플라니차에서 열린 1972년 세계 플라잉 스키 선수권 대회에서는 13위를 기록했다.
1972년 자국의 삿포로에서 열린 1972년 동계 올림픽에 참가했으며, 노멀힐 개인전에서 동메달을 획득하였다. 이로 인해 당시 금메달을 획득한 가사야 유키오와 은메달을 획득한 곤노 아키쓰구와 함께 일본 선수 3명이 시상대를 독점하게 되었다. 
현역 은퇴 후에는 유키지루시 직원으로 일하며 회사의 아이스크림과 과장을 지냈으며, 2008년 8월에 삿포로 시내 병원에서 위암으로 사망했다.